# Commissions délibératives
 (août 2023).
La mise en forme du texte ne suit pas les recommandations de Wikipédia : il faut le « wikifier ».
Les points d'amélioration suivants sont les cas les plus fréquents. Le détail des points à revoir est peut-être précisé sur la page de discussion.
- Les titres sont pré-formatés par le logiciel. Ils ne sont ni en capitales, ni en gras.
- Le texte ne doit pas être écrit en capitales (les noms de famille non plus), ni en gras, ni en italique, ni en « petit »…
- Le gras n'est utilisé que pour surligner le titre de l'article dans l'introduction, une seule fois.
- L'italique est rarement utilisé : mots en langue étrangère, titres d'œuvres, noms de bateaux, etc.
- Les citations ne sont pas en italique mais en corps de texte normal. Elles sont entourées par des guillemets français : « et ».
- Les listes à puces sont à éviter, des paragraphes rédigés étant largement préférés. Les tableaux sont à réserver à la présentation de données structurées (résultats, etc.).
- Les appels de note de bas de page (petits chiffres en exposant, introduits par l'outil «  Source ») sont à placer entre la fin de phrase et le point final[comme ça].
- Les liens internes (vers d'autres articles de Wikipédia) sont à choisir avec parcimonie. Créez des liens vers des articles approfondissant le sujet. Les termes génériques sans rapport avec le sujet sont à éviter, ainsi que les répétitions de liens vers un même terme.
- Les liens externes sont à placer uniquement dans une section « Liens externes », à la fin de l'article. Ces liens sont à choisir avec parcimonie suivant les règles définies. Si un lien sert de source à l'article, son insertion dans le texte est à faire par les notes de bas de page.
- La présentation des références doit suivre les conventions bibliographiques. Il est recommandé d'utiliser les modèles {{Ouvrage}}, {{Chapitre}}, {{Article}}, {{Lien web}} et/ou {{Bibliographie}}. Le mode d'édition visuel peut mettre en forme automatiquement les références.
- Insérer une infobox (cadre d'informations à droite) n'est pas obligatoire pour parachever la mise en page.

Pour une aide détaillée, merci de consulter Aide:Wikification.
Si vous pensez que ces points ont été résolus, vous pouvez retirer ce bandeau et améliorer la mise en forme d'un autre article.
,,,,,,,,,Les commissions délibératives sont un lieu de débat entre parlementaires et citoyens tirés au sort (1/4 de parlementaires, 3/4 de citoyens), expérimenté tout d'abord en Région bruxelloise.
En 2017, Magali Plovie, alors députée, a déposé au Parlement de la Région de Bruxelles-Capitale et au Parlement francophone bruxellois un premier texte proposant l’instauration de commissions mixtes composées de citoyens tirés au sort et de députés bruxellois,. À la suite d'un avis du Conseil d’État sur cette proposition, le texte originel a été ajusté avant d'être à nouveau déposé dans les deux parlements, en 2019.
Le 13 décembre 2019, le Parlement de la Région de Bruxelles-Capitale et l'Assemblée réunie de la Commission communautaire commune (COCOM) adoptent une modification de leur règlement commun visant à introduire la faculté de créer des commissions délibératives mixtes, afin d'associer des citoyens tirés au sort au travail législatif. Le texte était déposé par Rachid Madrane (PS, président du Parlement de la Région de Bruxelles-Capitale et de l’Assemblée réunie de la COCOM), Magali Plovie (Écolo, par ailleurs présidente de l’Assemblée de la COCOF), John Pitseys (Écolo), Emmanuel De Block (Défi), Céline Fremault (CDH), Lotte Stoops (Groen), Fouad Ahidar (one.brussels-sp.a), Bianca Debaets (CD&V) et Pepijn Kennis (Agora).
Le 20 décembre 2019, l'Assemblée de la Commission communautaire française (COCOF) - aussi appelée Parlement francophone bruxellois - introduit la même disposition dans son règlement. Le texte était déposé par Magali Plovie (Ecolo, Présidente du Parlement francophone bruxellois), Jamal Ikazban (PS) et Michael Vossaert (Défi).
C'est la première fois que des commissions mixtes sont institutionnalisées dans un parlement.
Les commissions délibératives portant sur des compétences de la Région de Bruxelles-Capitale ou de la Commission communautaire commune comptent au total 60 membres (15 parlementaires et 45 citoyens). Les commissions délibératives portant sur des compétences de la Commission communautaire française comptent au total 48 membres (12 parlementaires et 36 citoyens).
Par la suite, le Parlement de Wallonie et le Sénat ont emboîté le pas à Bruxelles et ont également instauré les commissions délibératives dans leur fonctionnement.
Les commissions délibératives sont inscrites dans les règlements des assemblées et font donc partie de leur fonctionnement de manière permanente. Cela permet, entre autres, d'évaluer et d'adapter constamment le processus. Une première évaluation formelle a eu lieu fin 2021.
Le processus est cité par l'OCDE parmi les 8 grands modèles internationaux inspirants dans son rapport de 2021 sur l'importance de l'institutionnalisation de la démocratie délibérative.
En 2022, les commissions délibératives ont reçu une reconnaissance internationale avec la mention spéciale du jury pour le prix "Bonne pratique en participation citoyenne", décernée par l'Observatoire International de la Démocratie Participative (OIDP).

## Genèse
Les commissions délibératives ont volonté d'apporter une solution à l'essoufflement démocratique et la crise de représentativité démocratique observée en Belgique.
Lors des élections de 2019, les parlements bruxellois, premiers parlements à institutionnaliser les commissions délibératives en Belgique, ont connu un important renouvellement et rajeunissement de leurs députés Un phénomène qui contribue à flouter la séparation entre citoyens et parlementaires. De manière générale, on constate que les nouveaux députés sont davantage favorable à la participation citoyenne. C'est dans ce contexte qu'ont été votées les commissions délibératives en décembre 2019.

### Inspirations
Au fil des dernières années, plusieurs initiatives délibératives ont servi d'inspiration aux commissions délibératives. En 2012, la Convention constitutionnelle irlandaise (ICC) a rassemblé 100 personnes, dont 66 citoyens, pour amender la Constitution irlandaise et légaliser l'avortement ainsi que le mariage pour tous. Cette initiative a souligné l'importance de bien penser le ratio de députés vis-à-vis des citoyens, afin de répondre à la dynamique de pouvoir déséquilibré. Le modèle Ostbelgien en Belgique, aussi établi en 2019, rend permanent un conseil de 24 citoyens pendant un an et demi qui déterminent l'agenda et qui peut faire appel à des panels citoyens pour délibérer sur certains sujets. Les députés de la région sont tenus de répondre aux recommandations des citoyens. Le G1000 est une autre initiative délibérative belge, initiée notamment par David Van Reybrouck, Min Reuchamps et Benoît Derenne, qui a inspiré les commissions délibératives. Avec ces différentes expériences, en plus de celle des commissions délibératives, la Belgique se place en pionnière en termes de démocratie délibérative.

## Structure

### Comité d'accompagnement[28]
Les commissions délibératives sont supervisées par un Comité d'accompagnement, un panel de 8 membres non-politiques qui ont pour rôle de structurer et organiser le processus. Quatre des huit membres sont sélectionnés tous les deux ans :
- deux d'entre eux sont des experts dans les domaines de la démocratie délibérative, de la participation citoyenne ou de l'inclusion de ceux qui sont le plus éloignés de la participation
- deux d'entre eux sont membres des services administratifs - un du Parlement de la Région de Bruxelles-Capitale et un du Parlement francophone bruxellois.

Les deux derniers membres du Comité sont des experts du sujet traité par la commission délibérative. Ils sont sélectionnés spécifiquement pour chaque commission. Dans sa composition, le comité d'accompagnement doit respecter la parité des genres et les membres sont sélectionnés en fonction de trois critères différents :
- Sociodémographiques (profession, origine nationale…) ;
- Politique (vote/abstention, préférence partisane…) ;
- Comportemental (mobilité, utilisation d'un service spécifique…).

## Convocation de la commission délibérative
Une commission délibérative peut être convoquée pour traiter d'une thématique qui peut être proposée soit par un ou plusieurs groupes politiques, soit par un citoyen qui introduit une suggestion citoyenne. Pour qu'une suggestion citoyenne soit traitée en commission délibérative, elle doit être signée par 1000 Bruxellois âgés de minimum 16 ans et respecter certains critères :
1. la formulation ou le sujet de la suggestion citoyenne ne soit pas manifestement offensant, grossier ou contraire aux libertés et droits fondamentaux;
2. la suggestion citoyenne vise une compétence de la Région de Bruxelles-Capitale, de la Commission communautaire commune ou de la Commission communautaire française;
3. la suggestion citoyenne soit formulée comme un mandat en vue de débattre à propos d’une problématique générale plutôt que comme une ou plusieurs questions fermées adressées à la commission délibérative.

Cependant, si une suggestion citoyenne respecte les critères et a récolté plus de 100 signatures, elle peut être publiée sur la plateforme des commissions délibératives democratie.brussels pour récolter les 900 signatures suivantes.

### Sélection des participants

#### Tirage au sort des citoyens[30]
La sélection des citoyens se fait par un double tirage au sort. Le tirage au sort permet de faire participer des personnes qui sont éloignées de la participation et de la prise de décisions.
Le tirage au sort se fait via les numéros de registre national des citoyens bruxellois. Sont éligibles au tirage au sort les résidents de la Région de Bruxelles-Capitale et 16 ans ou plus. Il n'y a pas de critères d'exclusion sur base de la nationalité ou du temps de résidence.
Lors de la première étape, 10.000 courriers sont envoyés aux Bruxellois tirés au sort. Les lettres sont envoyées dans deux des langues officielles du pays (français et néerlandais) ainsi que dans les 5 langues les plus parlées à Bruxelles (Arabe, Espagnol, Italien, Allemand et Portugais). Les personnes qui ont reçu ces lettres ont 30 jours pour s'inscrire via la plateforme digitale des commissions délibératives ou par téléphone et indiquer les informations sociodémographiques requises en vue du 2e tirage au sort.
Le deuxième tirage au sort est alors effectué parmi les répondants au premier tirage au sort. Ce deuxième tirage sélectionne les participants qui siègeront au Parlement lors des commissions délibératives ainsi que leurs suppléants. Il sert à compenser les inégalités devant la participation et prend en compte les critères socio-démographiques suivants : genre, âge, répartition géographique, langue, niveau de formation.
La taille de l’échantillon étant trop restreinte que pour permettre une représentation exacte de la population bruxelloise, il s’agit toutefois de tendre à la représentativité en déterminant, au travers de quotas, la « photographie » de la population bruxelloise.
Les citoyens qui participent aux commissions sont défrayés pour leur temps et leurs déplacements.
Le fait de recourir au tirage au sort présente 4 avantages : cette méthode est plus égalitaire que d'autres, elle permet des groupes plus diversifiés, elle améliore la confiance des citoyens, elle donne les moyens aux élus de proposer des solutions à des problèmes publics complexes.

#### Les parlementaires
Les parlementaires qui siègent avec les citoyens lors des commissions sont ceux qui font partie de la commission parlementaire permanente liée à la thématique de la commission délibérative traitée.

#### Inclusion[34]
Plusieurs catégories de personnes ont été identifiées comme étant les plus réticentes à prendre part aux commissions délibératives et des mécanismes ont été prévus pour faciliter leur participation.
- Les jeunes : des contacts avec des associations travaillant avec des jeunes de 16 à 18 ans ont été pris en amont du processus pour faire connaître les commissions délibératives et augmenter la probabilité que les jeunes participent. Une lettre sera adressée aux parents ou tuteurs pour expliquer le processus et l'importance d'un accompagnement adéquat. Une séance préparatoire est prévue pour ces jeunes et leurs parents ou tuteurs.
- Les personnes les plus éloignées de la participation et des prises de décisions : ce sont les personnes qui auront le moins de probabilité de répondre au tirage au sort et donc de prendre part aux commissions délibératives. Des réunions spécifiques pour ce public cible sont prévues pour accompagner ces personnes et les mettre en confiance.
- Les personnes en situation de handicap : les bâtiments des assemblées sont accessibles aux personnes à mobilité réduite. Sur demande, une assistance est prévue pour les personnes sourdes, muettes et souffrant d’un déficit visuel.
- Les personnes avec des enfants en bas âge : des ateliers gratuits sont prévus pour les enfants de 0 à 12 ans durant les différentes réunions. Les réunions sont également prévues pendant le weekend pour faciliter la participation.

## Étapes de délibération
La délibération se déroule en trois étapes : la phase informative, la phase délibérative et la phase vote. Ces trois étapes sont précédées d'une phase préparatoire.

### La phase préparatoire
À la suite du deuxième tirage au sort, une séance d'information sur le processus pour les participants et les parlementaires est prévue. Cette séance d’information a pour but d’expliquer les différentes étapes du processus, avec un focus particulier sur la publicité des débats et la question de l’anonymat, et d’examiner les éventuels accompagnements spécifiques nécessaires.
Une attention particulière est accordée aux quatre groupes-cibles, moins susceptibles de répondre : les jeunes, les personnes les plus éloignées de la participation et de la prise de décision, les personnes en situation de handicap et les personnes avec enfants en bas âge. Des sessions d'information spécifiques, ainsi que d'autres mesures (voir le point Inclusion), sont prévues pour ces groupes.

### Phase informative
Lors des premières réunions, des personnes-ressources viennent présenter une fiche informative devant les participants et les parlementaires. Des auditions de divers acteurs sont organisées pour contribuer à l’appropriation et à la connaissance du sujet.

### Phase délibérative
Les participants sont séparés en tables de 5 à 10 personnes, chaque table disposant également d'un facilitateur. Cette phase n'est pas publique. Le but de ces tables est permettre la délibération en petits groupes et de proposer des recommandations qui seront ensuite mises en commun.

### Phase du vote
Les propositions de recommandations, accompagnées des éléments de réflexion qui les motivent, sont soumises au vote de la commission délibérative (citoyens et parlementaires) et transmises, avec les résultats du vote, à la présidence de la commission permanente concernée.
La Constitution belge ne permet pas que le vote citoyen porte le même poids que celui des parlementaires. Le vote des citoyens est donc consultatif, tandis que le vote des parlementaires est décisif. Par contre, les votes des parlementaires sont publics. Ainsi, dans le cas où leurs votes iraient à l'encontre de celui des citoyens, ceux-ci devront motiver leur décision face aux citoyens.

## Suivi
Dans les 6 mois qui suivent la clôture de la commission délibérative, les parlementaires ayant participé à la commission délibérative sont tenus d'assurer le suivi des recommandations, qui sera présenté publiquement devant les citoyens participants à la commission délibérative et publiés sur la plateforme democratie.brussels.
Le suivi est une étape essentielle du processus délibératif qui permet d'établir la légitimité du processus auprès du public.

## Mise en place
La première commission délibérative bruxelloise a eu lieu en avril 2021 et a porté sur les critères de déploiement de la 5G à Bruxelles. 43 recommandations ont été votées à l'issue de cette commission.
La deuxième commission délibérative a traité du sans-abrisme à Bruxelles, en juillet 2021. 97 recommandations ont été votées à l'issue de cette commission.
La troisième commission délibérative a traité du rôle des citoyens bruxellois en temps de crise en octobre 2021. 22 recommandations ont été votées à l'issue de cette commission.
La quatrième commission délibérative a traité de la biodiversité en ville et a eu lieu en mai 2022. 21 recommandations ont été votées à l'issue de cette commission.
La cinquième commission délibérative s'est penchée sur la formation en alternance à Bruxelles. Elle a pris place en juin et juillet 2022 et 20 recommandations ont été votées à l'issue de cette commission.